# Frans G. Hu Kon
Frans G. Hu Kon (1917 - data de morte desconhecida) foi um futebolista indonésio. 

## Carreira
Frans G. Hu Kon fez parte do elenco da histórica Seleção das Índias Orientais Holandesas que disputou a Copa do Mundo de 1938.

## Ligações Externas
- Perfil em Fifa.com (em inglês)